# ۱۱ چلپاسه
۱۱ چلپاسه یک ستاره است که در صورت فلکی چلپاسه قرار دارد.